# Narnia (zespół muzyczny)
Narnia – szwedzki zespół grający power metal z elementami muzyki poważnej, założony przez gitarzystę Carla Johana Grimmarka i wokalistę Christiana Liljegrena w 1996. W klasycznym składzie, z nieznacznymi zmianami personalnymi, grupa nagrała pięć albumów. W 2006 odszedł wokalista, którego zastąpił Germán Pascular. Po nagraniu jeszcze jednego albumu, w 2010 muzycy postanowili zawiesić działalność. Reaktywacja nastąpiła w 2014 roku w klasycznym składzie grupy, która zagrała kilka koncertów. W 2016 zespół powrócił do regularnej działalności, również koncertowej, wydając jednocześnie nowy album.
Teksty zespołu propagują wartości chrześcijańskie. Narnia jest powszechnie uznawana za prekursora chrześcijańskiego power metalu.

## Członkowie zespołu

### Obecny skład
- Christian Liljegren - wokal (1996-2008; w czasie ostatnich koncertów w 2010; od 2014)
- Carl Johan Grimmark - gitara elektryczna, wokal (od 1996)
- Andreas "Habo" Johansson - perkusja (od 1997)
- Martin Härenstam (dawn. Claésson) instrumenty klawiszowe (1997-2003; w czasie ostatnich koncertów w 2010; od 2014)
- Jonatan Samuelsson - gitara basowa (muzyk koncertowy, od 2016)

### Byli członkowie zespołu
- Jakob Persson - gitara basowa (1997-2001)
- Germán Pascual - wokal (2008-2010)
- Andreas Passmark (dawn. Olsson) - gitara basowa (2001-2016)

### Muzycy koncertowi w latach 2003-2009
- Linus Kåse - instrumenty klawiszowe
- Andreas Lindahl - instrumenty klawiszowe
- Anders Berlin - instrumenty klawiszowe

## Dyskografia

### Albumy studyjne
- Awakening (wyd. japońskie 1997, światowe 1998)
- Long Live the King (wyd. japońskie 1998, światowe 1999)
- Desert Land (2001)
- The Great Fall (2003)
- Enter the Gate (2006)
- Course Of A Generation (2009)
- Narnia (2016)

### Single
- Messengers (2016)
- Reaching For The Top (2016)
- I Still Believe (2016)

### Albumy kompilacyjne
- Decade of Confession (2007)

### Wydawnictwa koncertowe
- At Short Notice... Live In Germany (2006)